# American Legion

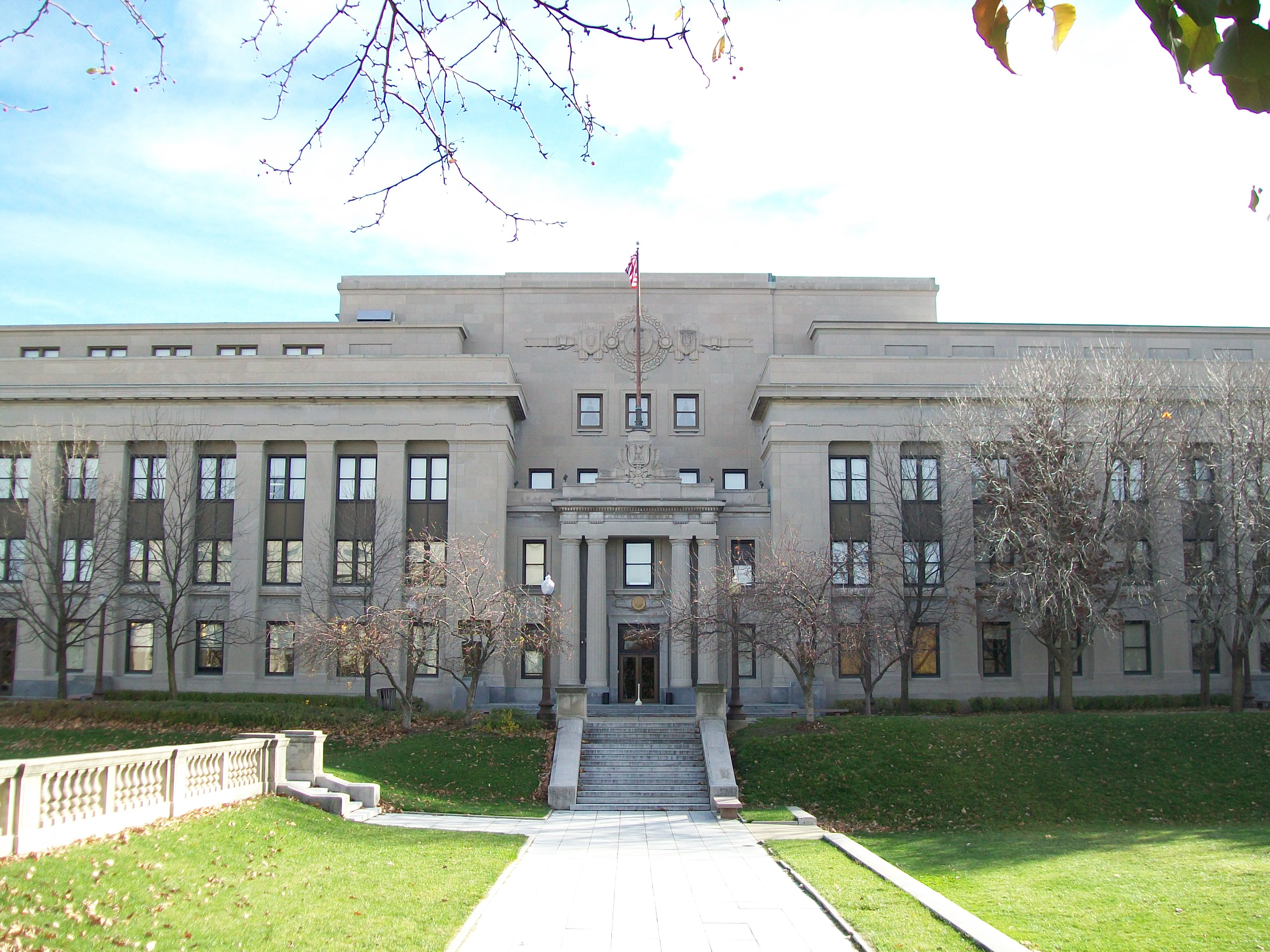
Sede nazionale dell'American Legion, Indianapolis, Indiana.

L'American Legion è un'organizzazione di veterani delle forze militari statunitensi che hanno prestato servizio in tempo di guerra.
Fondata nel 1919 dai soldati di ritorno dalla Francia al termine della prima guerra mondiale, il suo quartier generale è situato a Indianapolis, nell'Indiana. Il gruppo, che conta circa 2,4 milioni di membri, organizza eventi commemorativi e attività di volontariato, oltre ad avere interessi politici diretti nella difesa degli interessi dei veterani (pensioni, copertura sanitaria, etc.). Le sue attività politiche e sociali sono orientate generalmente su posizioni conservatrici.
Nel 1976, durante un congresso dell'associazione tenutosi a Filadelfia, su 4000 partecipanti 221 contrassero un'infezione che provocò 34 morti. Al batterio che causò questa epidemia acuta fu dato il nome di legionella.

## Pubblicazioni
L'organo ufficiale dell'organizzazione The American Legion Weekly ha iniziato la pubblicazione il 4 luglio 1919 con cadenza settimanale.
Nel 1926 è divenuta mensile ed è stata ribattezzata The American Legion Monthly.
Nel 1936 il nome nuovamente è cambiato in American Legion Magazine.